# Soma Quality Recordings
Soma Quality Recordings (mais comumente conhecida como Soma Records) é uma gravadora escocesa de techno e house co-fundada em 1991 pela dupla de música eletrônica Slam. É atualmente conhecida como a melhor gravadora de dance music na Escócia, bem como uma das gravadoras líderes mundiais em techno e house. A gravadora é conhecida por lançar as primeiras faixas de Daft Punk de seu primeiro álbum de 1997 Homework.